# Lelep I
Lelep I est un village de la région du Centre du Cameroun, situé dans la commune de Bot-Makak. 

## Population et développement
En 1962, la population de Lelep I était de 128 habitants. La population de Lelep I était de 186 habitants, lors du recensement de 2005. La population est constituée pour l’essentiel de Bassa.  